# Международная высшая школа Бад-Хоннеф
Международный Университет прикладных наук IU (International University of Bad Honnef) был основан в 1998 году в городе Бад Хоннеф, Германия. ВУЗ имеет кампусы во многих немецких городах, включая Берлин, Гамбург, Мюнхен и Франкфурт-на-Майне. Университет базируется на теоретической форме обучения и практических занятиях. Мы готовим более 70 000 студентов на международный рынок труда по четырём направлениям высшего образования: очное обучение включает в себя англоязычные программы бакалавриата и магистратуры с четкой отраслевой направленностью, дистанционное обучение в режиме онлайн и очно-заочную форму обучения с чрезвычайной гибкой моделью, с помощью которой наши студенты могут получить свою специализацию в любом месте и в любое время. В дуальной форме обучения сочетается теория и практика на уровне бакалавра и магистра. При данном виде обучения теоретическая часть подготовки проходит на базе образовательной организации, а практическая — на рабочем месте. IU имеет широкую сеть партнеров — работодателей (более 6000) на международном рынке, которые уже долгое время успешно сотрудничают с нами.
В 2014 и 2016 годах IUBH занял верхнюю строчку в рейтинге центра высшего образования и развития (CHE) как «Лучший частный университет прикладных наук в области делового администрирования Германии». IUBH — первый немецкий университет, который был награждён пятью печатями отличия решением Фонда аккредитации международного бизнес администрирования (FIBAA).